# Sur la piste de l'Ouest sauvage
Pour plus de détails, voir Fiche technique et Distribution.
Sur la piste de l'Ouest sauvage (West and Soda) est un film d'animation italien réalisé par Bruno Bozzetto, sorti en 1965. 

## Fiche technique
- Titre français : Sur la piste de l'Ouest sauvage ou West and Soda
- Titre original italien : West and Soda
- Réalisation : Bruno Bozzetto
- Sujet et scénario : Bruno Bozzetto, Attilio Giovannini
- Animation direction et mise en page : Guido Manuli
- Direction artistique et scénographie : Giovanni Mulazzani
- Animation : Giuseppe Laganà, Franco Martelli
- Assistant design : Giancarlo Cereda, Gozzini gratuit
- Collaboration externe : Sergio Chesani
- Animation Aide : Grazia Lamura, Amalia Rossi
- Direction de la délimitation et de l'examen : Silvana Pegan
- Delineo : Maria Pacchioni, Marisa Ridolfi, Vitalino Natalucci, C.S.C., Giuseppe Ranieri, C.S.C.
- Coloriage : Massimo Vitetta, Amneris Meazza, Cristina Bistoletti, Giancarlo Rossi, Loredana Nocent, Tiziana Salzano, Maria Tremolada, Wanna Gusmaroli
- Effets sonores : Vittorio Pazzaglia
- Photographie et effets spéciaux : Luciano Marzetti, Roberto Scarpa
- Secrétaires de l'édition : Ornella Caramaschi, Daniela Citelli
- Inspecteur de la production : Antonio D'Urso
- Développement et impression : Tecno Tele Cine Milano, Eastmancolor
- Collaboration avec les directeurs : Attilio Giovannini
- Scénario : Bruno Bozzetto, Attilio Giovannini, Sergio Crivellaro (dialogues)
- Musique : Giampiero Boneschi
- Pays d'origine :  Italie
- Langue : italien
- Genre : Film d'animation, Western, Comédie
- Format : Couleur
- Durée : 86 minutes
- Dates de sortie : 
  -  Italie : 1er octobre 1965
  -  France : 17 juin 1970

## Distribution des voix
- Carlo Romano : La Terreur (il Cattivissimo en italien)
- Luigi Pavese : Ursus
- Willy Moser[1] : Salsifis (Smilzo en italien)
- Vittoria Febbi : Clémentine et la vache rose (Clementina et mucca rosa en italien)
- Nando Gazzolo : Johnny
- Gianfranco Bellini : Le croque-mort barbu (il becchino barbuto en italien)
- Anna Miserocchi : la vache noire (la mucca scura en italien)
- Flaminia Jandolo : la vache jaune (la mucca gialla en italien)
- Lydia Simoneschi : Esmeralda
- Ferruccio Amendola : le cheval de la Terreur (il cavallo del Cattivissimo en italien)

### Voix françaises
- Henry Djanik : La Terreur
- Claude Bertrand : Ursus
- Marc de Georgi : Salsifis
- Jacques Thébault : Johnny
- Jacques Balutin : le croque-mort barbu
- Paule Emanuele : La vache noire
- Marcelle Lajeunesse : La vache jaune
- Bernard Tiphaine : Le cheval de la Terreur